# Lev Sztyepanovics Gyomin
Lev Sztyepanovics Gyomin (oroszul: Лев Степанович Дёмин; Moszkva, 1926. január 11.  – Csillagváros, 1998. december 18.) szovjet űrhajós, a légierő ezredese.

## Életpálya
1942-ben esztergályosként dolgozott. 1945-ben elvégzett egy speciális repülőiskolát, majd 1949-ben a moszkvai repülőfőiskolát kitüntetéssel végezte el. A szovjet Légierő Zsokovszkij Akadémiáját 1956-ban végezte el. 1963-ban műszaki tudományokból doktorált. 1963. január 8-tól kapott űrhajóskiképzést. Összesen 2 napot és 12 percet töltött a világűrben. 1977-től 1988-ig a Szovjetunió Bélyeg Szövetség elnöke volt. 1982. január 26-án köszönt el az űrhajósok csoportjától. Mélytengeri kutatással foglalkozott.
Bélyegen is megörökítették az űrrepülését.

## Űrrepülések
1974-ben a Szojuz–15 űrhajóval repült a Szaljut–3 űrállomásra. A dokkolás sikertelen volt, ezért visszatértek a Földre. Az első éjszakai leszállás részese.

## Tartalék személyzet
- 1974-ben a Szojuz–14 űrhajó vitte fel a Szaljut–3 űrállomás első személyzetét. A tartalékszemélyzet pilóta tagja volt.

## Kitüntetések
Egyszer kapta meg a Szovjetunió Hőse kitüntetést és a Lenin-rendet. Több város tiszteletbeli polgára.